# The Daily Star (Bangladesh)
Pour les articles homonymes, voir Daily Star.
The Daily Star est un quotidien en langue anglaise publié au Bangladesh. Mahfuz Anam en est le rédacteur en chef. The Daily Star est membre de l'Asia News Network.